# Xestia coronata
Xestia coronata är en fjärilsart som beskrevs av Márton Hreblay och Ronkay 1998. Xestia coronata ingår i släktet Xestia och familjen nattflyn. Inga underarter finns listade i Catalogue of Life.